# Большие Бедствия Войны
«Большие Бедствия Войны» — серия из восемнадцати офортов лотарингского гравера Жака Калло, опубликованных в 1633 году. Точное название (согласно титульному листу): «Бедствия и Несчастья Войны», но эту серию часто называют «Большие бедствия Войны», чтобы отличить ее от серии «Маленьких Бедствий Войны» — серии того же художника, раскрывающая тему менее полно. Дощечки хранятся в музее Лотарингии в Нанси.
Серия офортов, которую Калло посвящает бедствиям войны, хронологически выстроена и нарративна, но вместе с тем каждый отдельный офорт сам по себе художественно закончен и целостен.
Кроме титульного листа, размеры всех работ составляют 183—188 мм в ширину и 80-83 мм в длину (Титульный лист 89 мм)
№ 1 — Титульный лист (фр. Titre)
Заглавие находится в картуше* (картуш — рамка из лепных или графических украшений) квадратной формы, украшенной трофеями сверху и снизу. Справа и слева стоят два генерала, увенчанные лаврами, в сопровождении солдат. Внутри картуши написано:
БЕДСТВИЯ И НЕСЧАСТЬЯ
ВОЙНЫ.
Изображено ЖАКОМ КАЛЛО
Благородным Лотарингцем.
И выпущено в свет ИЗРАИЛЕМ
Его другом.
В Париже
1633
С Привилегией Короля
Приписка «С Привилегией Короля» (фр. Avec Privilège de Roy) не какой-то особый знак внимания со стороны монарха, но обязательная в ⅩⅤⅠⅠ веке ремарка, указывающая на то, что произведение прошло государственную цензуру и выпущено легально.
№ 2 — Набор войск (фр. L’enrôlement des troupes)

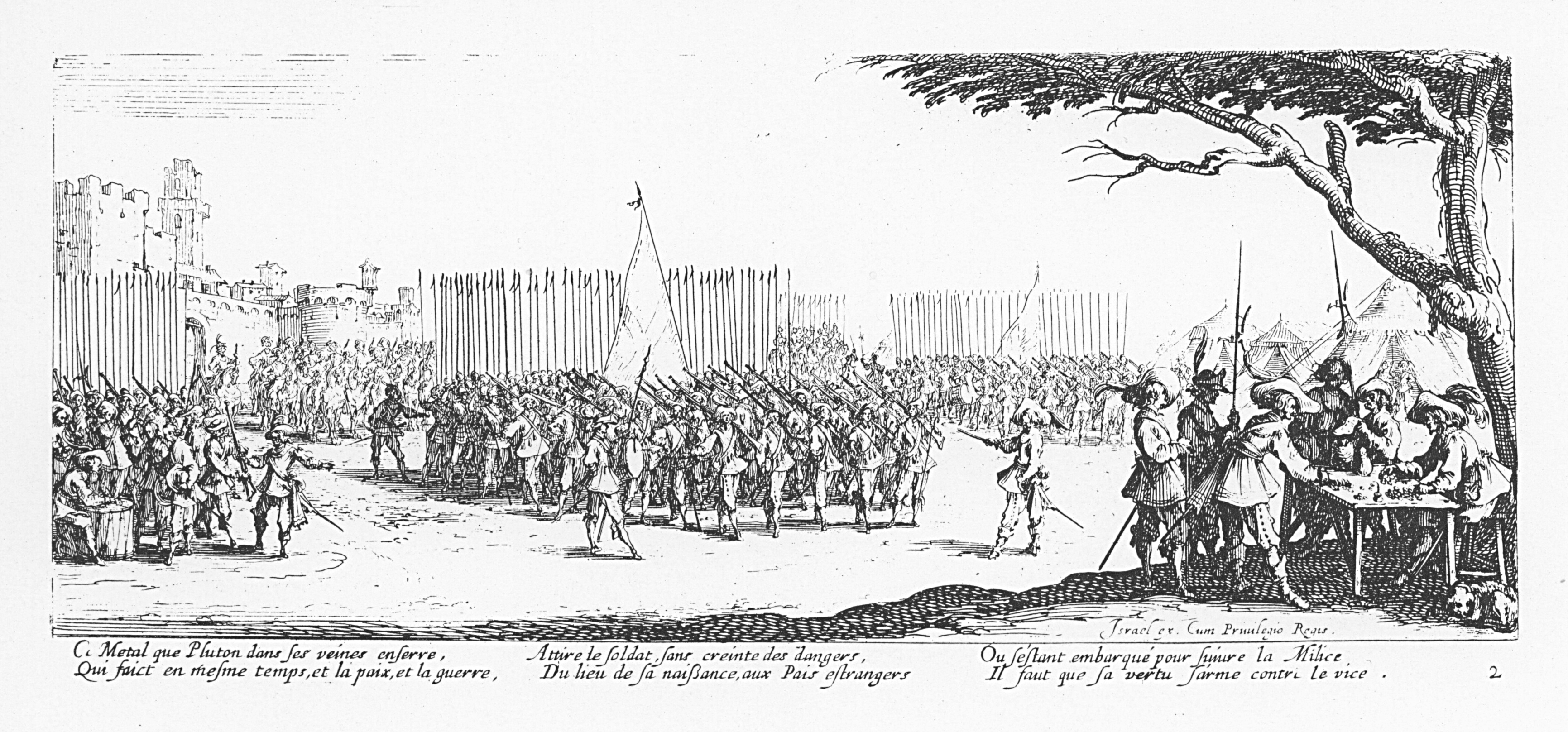

Офицеры привлекают солдат, а затем приказывают им выполнять учения. Несколько уже сформированных батальонов изображены на заднем плане эстампа.
«Большие Бедствия Войны» начинаются гравюрой, на которой показана вербовка солдат.
Каждая из гравюр сопровождается легендой в форме четверостишья, сочиненных аббатом Мишелем де Мароллем (фр. Michel de Marolles), который описывает нам происходящее на каждом из эстампов. Стихи дополнили второй тираж гравюр, усилив языковыми средствами ансамбль экспрессивных изображений.
Изображенная справа сцена уплаты жалованья новобранцам поясняет основную мысль художника: золото — могущественная сила, одна из причин войны. Эта мысль была правильно разгадана Мароллем:
Тот металл, что Плутон в жилах заключает,
Творящий одновременно и мир, и войну,
Влечет солдата без страха опасностей
Из места рождения в чужие страны
Где, отправившись следовать за ополчением,
Его добродетель должна вооружиться против порока.
№ 3 — Битва (фр. La Bataille)

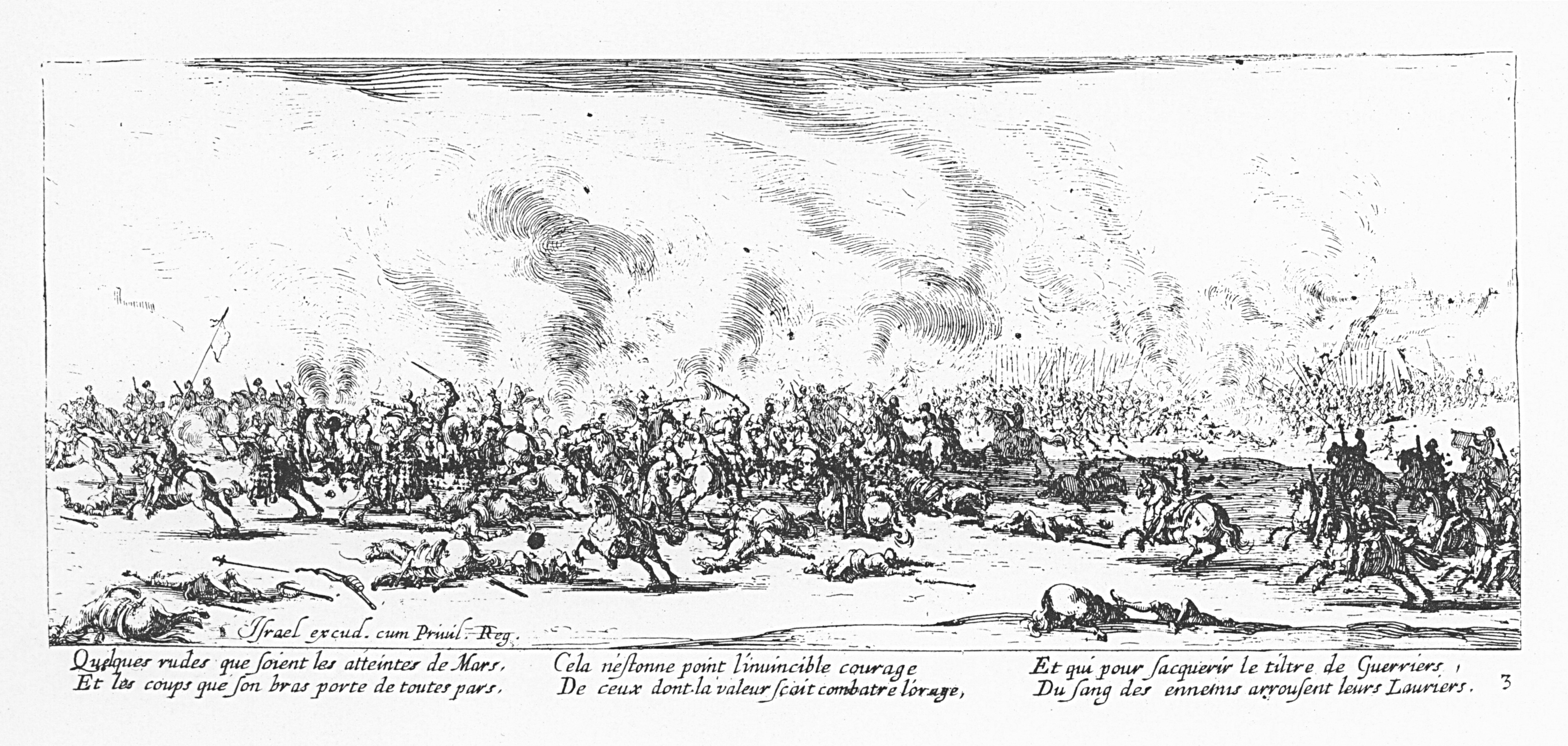

В центре эстампа изображена кавалерийская битва. Земля на переднем плане усыпана мертвыми солдатами и лошадьми. Справа вдали виднеется схватка между пехотными войсками.
Как бы ни были суровы атаки Марса,
И удары его руки со всех сторон,
Это не сотрясет непобедимую отвагу
Тех, чья доблесть знает, как бороться с бурей,
И, кто, чтобы завоевать звание воина,
Кровью врагов орошает свои лавры.
№ 4 — Кража продовольствия (фр. La maraude)

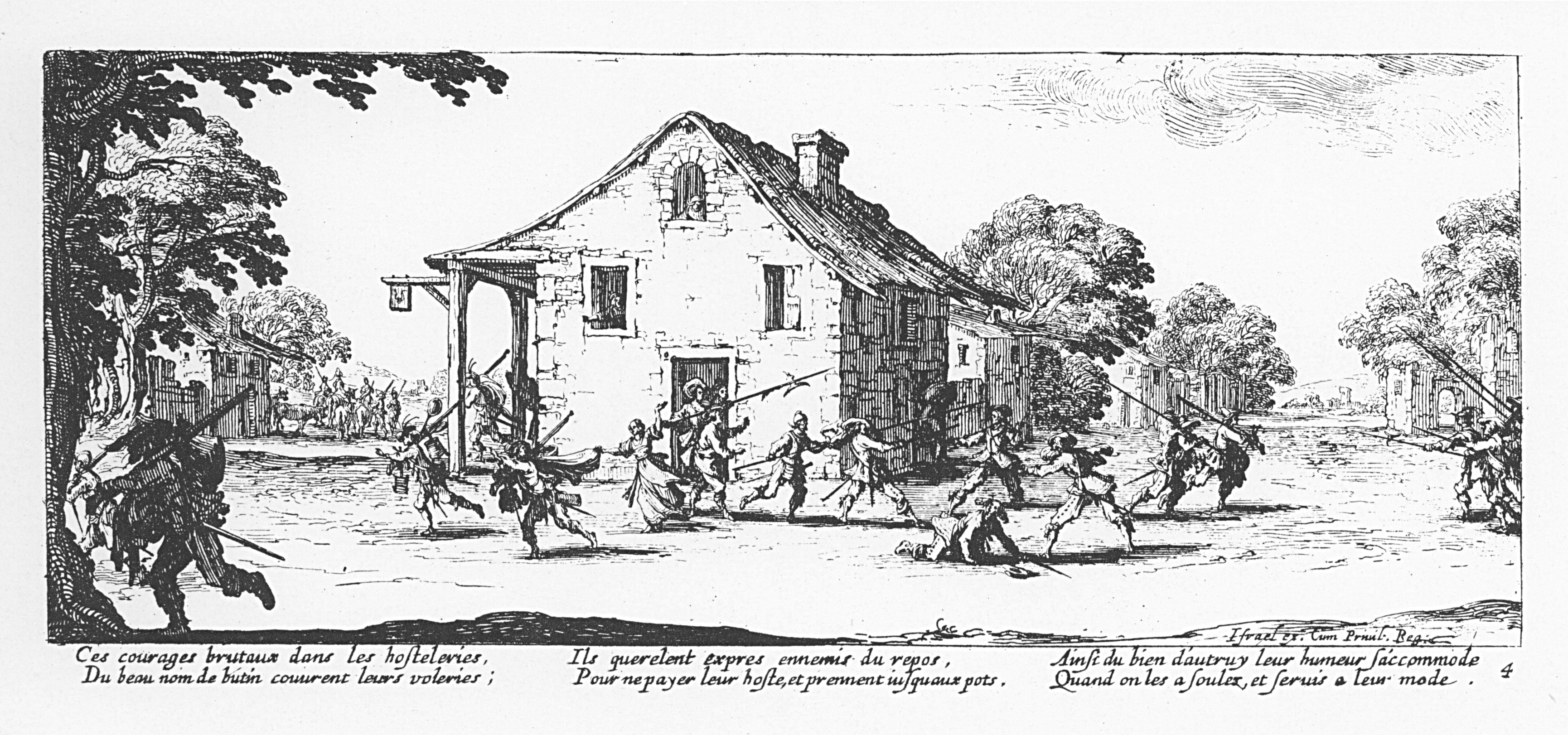

Группа солдат вторглась в трактир. Некоторые из них дерутся на улице с поселенцами или путниками, в то время как другие уносят добычу.
Эти нахалы в трактирах
Красивым словом «добыча» прикрывают грабеж;
Враги покоя, они нарочно затевают ссору,
Чтобы не платить хозяевам и обобрать до нитки.
Чужими благами тешат свои нравы,
Когда им прислуживают и кормят досыта.
№ 5 — Ограбление (фермы) (фр. Le pillage (d’une ferme)

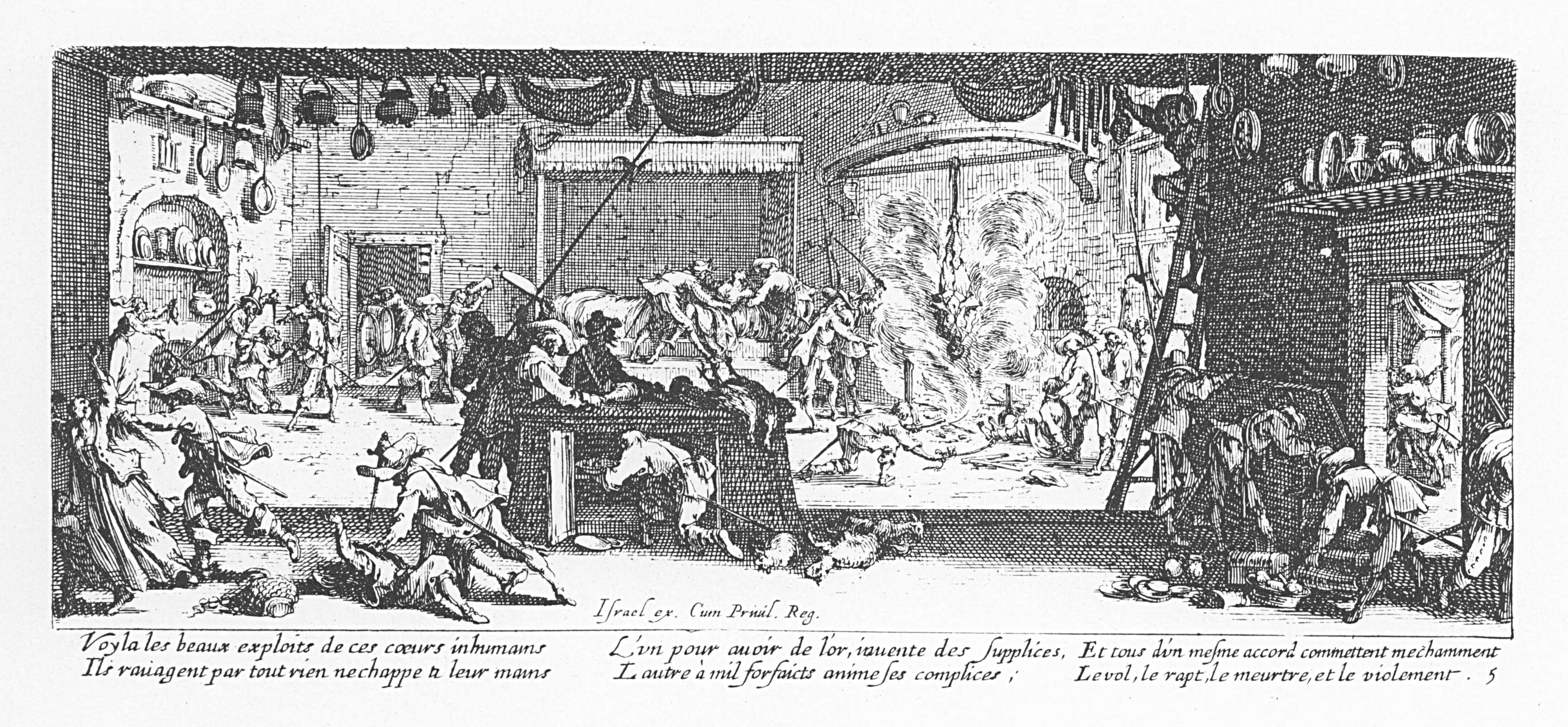

В большом и хорошо обставленном доме солдаты творят всякого рода бесчинства : от грабежа до извращенных жестокостей.
Вот великие достижения этих бесчувственных сердец:
Они громят повсюду, и ничто не ускользает от их рук;
Один, чтобы добыть золото, изобретает мучения;
Другой к тысячам преступлений побуждает своих сообщников;
И все единодушно совершают злодеяния,
Кражи, похищения, убийства и изнасилования.
№ 6 — Разорение монастыря (фр. Dévastation d’un monastère)

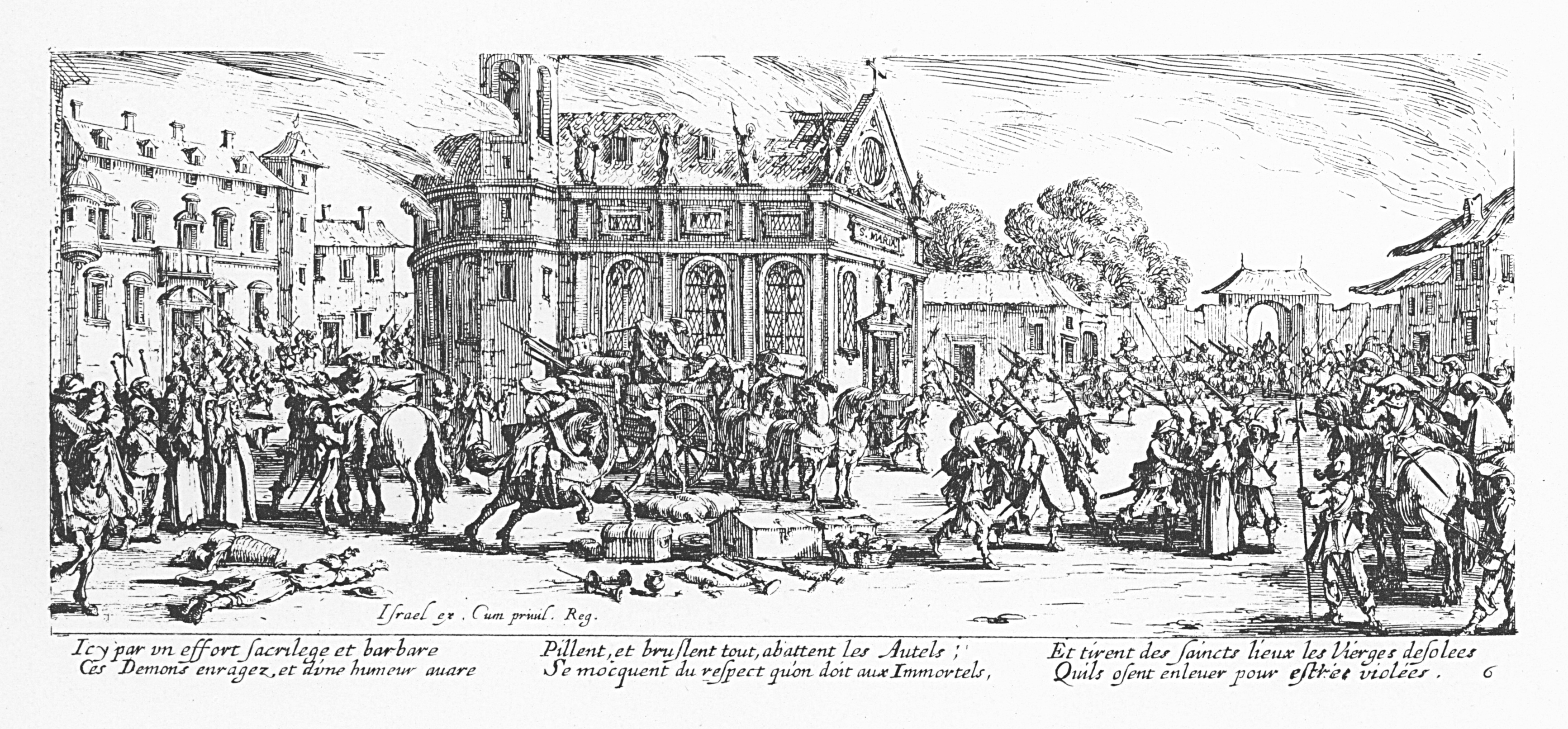

Ближе к середине эстампа мы видим горящую церковь, на портале которой можно прочесть "S MARIA " (Святая Мария). Слева солдаты грабят женский монастырь и похищают монахинь. Перед церковью стоит запряженная четырьмя лошадьми повозка с добычей.
Здесь святотатственными и варварскими стараниями
Эти разъяренные демоны с алчным нравом
Грабят и сжигают всё; сносят алтари;
Издеваются над почтением, оказываемым Бессмертным
И уводят со святых мест безутешных дев,
Которых они осмеливаются похищать, чтобы насиловать.
№ 7 — Ограбление и поджог деревни (фр. Pillage et incendie d’un village)

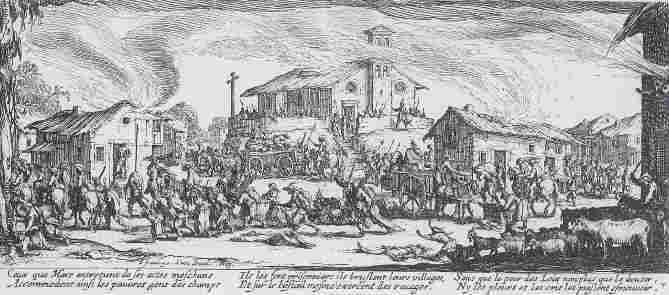

Похожие сцены происходят в деревне, где церковь и несколько домов охвачены пламенем. Справа — скот, который солдат выгоняет из хлева; в центре — две повозки, груженные добычей; слева — поселенцы, у некоторых из которых руки связаны за спиной, их уводят солдаты.
Те, кого Марс поддерживает своими злыми деяниями,
Как только не расправляются с бедными крестьянами;
Берут их в плен, сжигают их деревни
И так же опустошают скота,
Ни страшась ни закона, ни долга;
Ни плачь, ни крик не способны их тронуть.
№ 8 — Разбой на больших дорогах (фр. Vol sur les grandes routes)

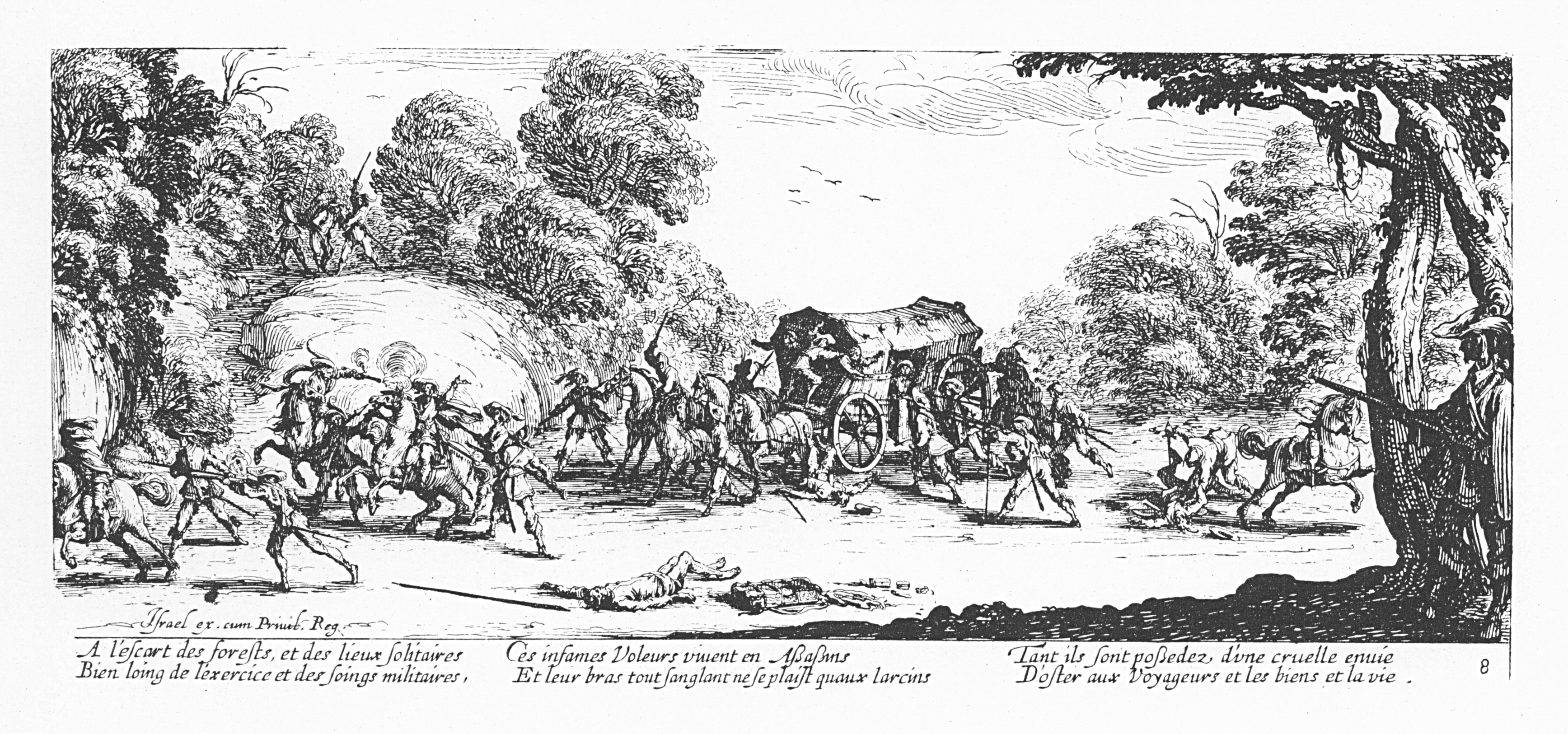

Солдаты, сидящие в засаде в лесу, нападают на повозку, запряженную четырьмя лошадьми, и грабят ее. Труп убитого путешественника расстилается на переднем плане, близ его раскрытого чемодана. На заднем плане слева два солдата нападают на коробейника* (в старину: торговец мануфактурой, галантереей, книгами вразнос).
В глубинах лесных и безлюдных местах,
Вдали от учений и военных забот
Эти бесславные воры претворяются в убийц
И их кровавая рука удовлетворяется лишь кражей,
Они так одержимы жестокой жаждой,
Что готовы отнять у путников и блага, и жизни.
№ 9 — Раскрытие преступников (фр. Découverte des malfaiteurs)

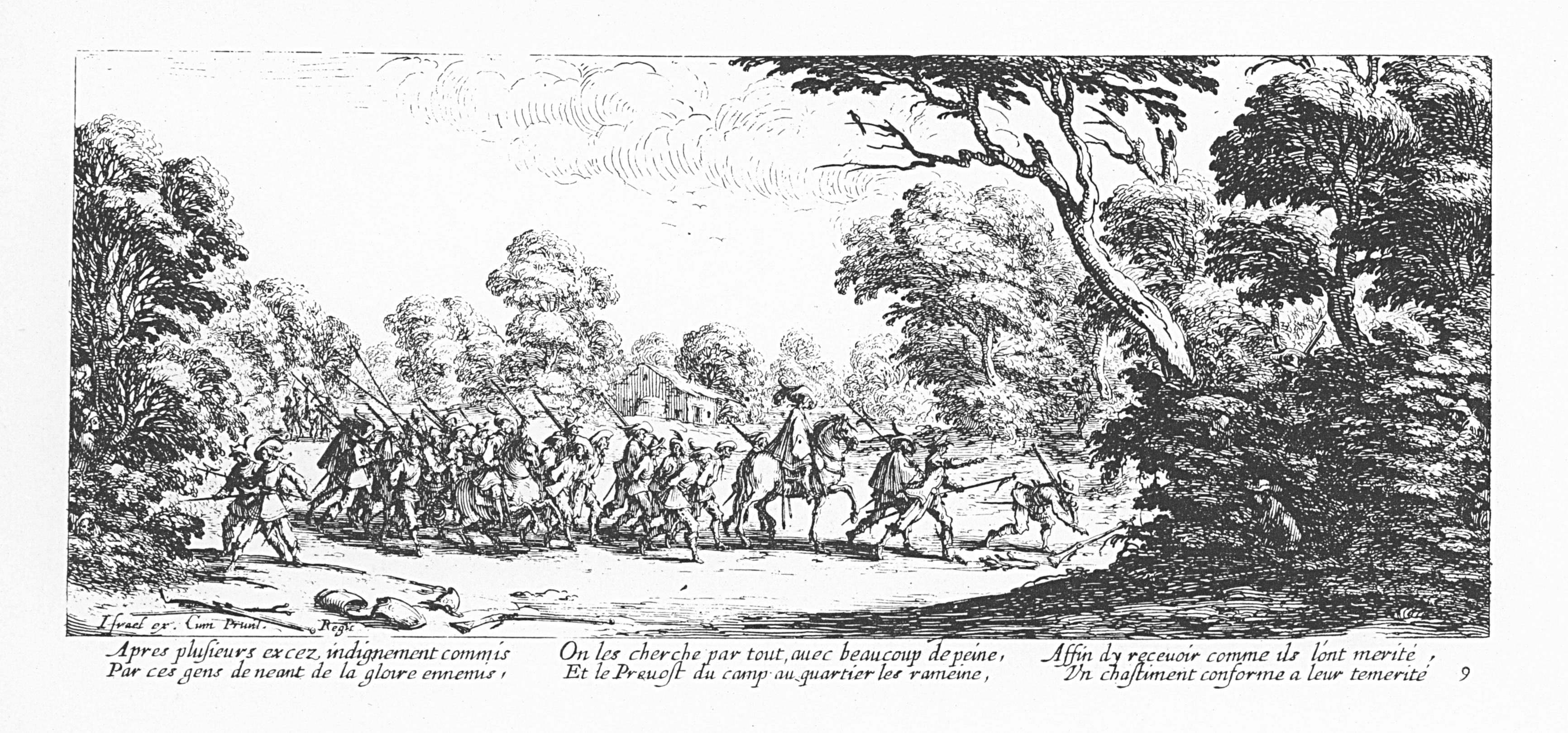

Солдаты пытаются избежать преследования, скрываясь в лесу; их обнаруживает и возвращает в казарму предводитель лагеря.
После ряда бесчинств, возмутительно совершенных
Этими ничтожными врагами славы,
Их ищут повсюду, и, найдя с большим трудом,
Предводителем лагеря возвращены в казарму,
Чтобы там они наконец по заслугам понесли
Наказание, сообразное с их безрассудством.
№ 10 — Вздергивание на дыбу (фр. L’estrapade)

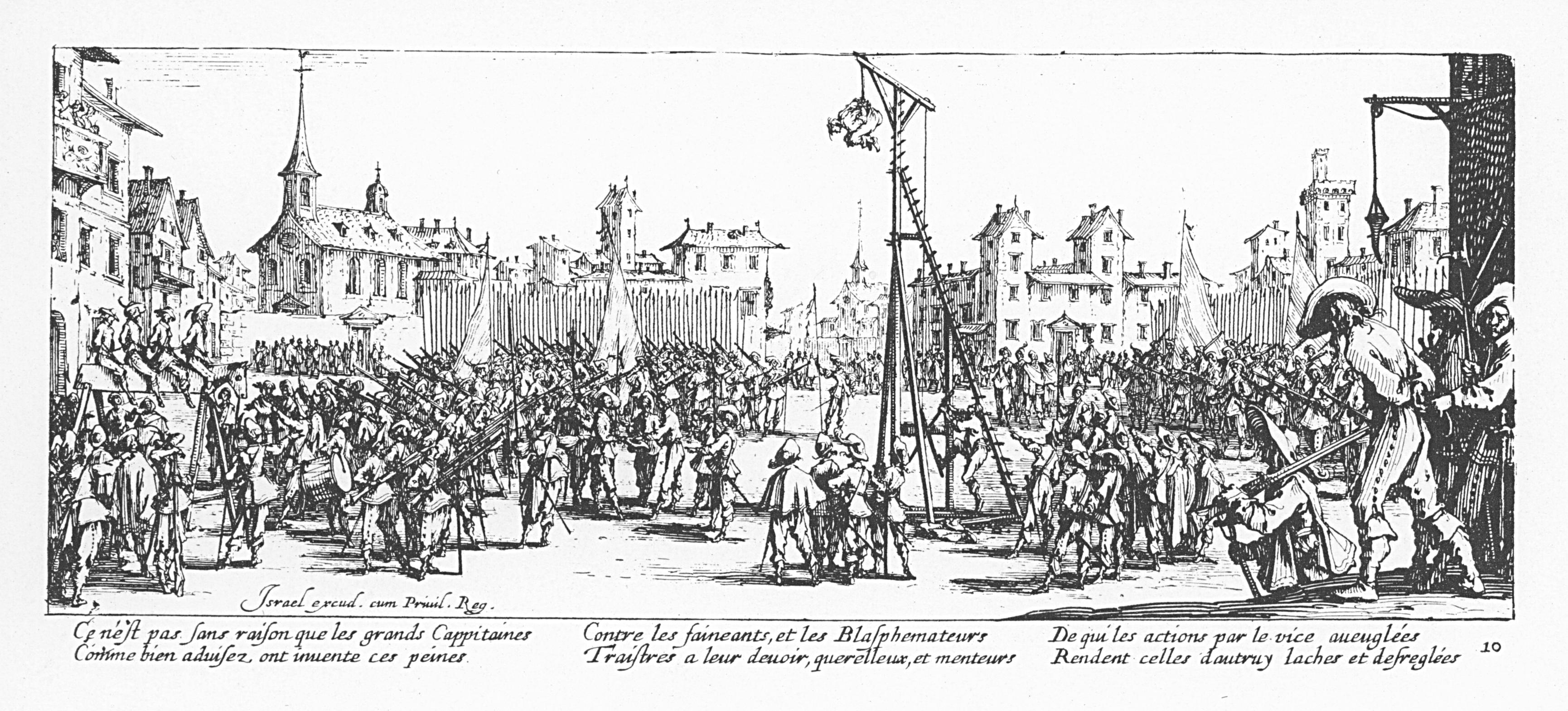

Приговоренный привязан к сооружению, с вершины которой будет низвергнут. Эта пытка происходит прямо перед полком с развернутыми знаменами, передняя шеренга которого готова к стрельбе. Справа выходящий из тюрьмы осужденный ведется к месту казни. Слева четверо солдат, сидя на козлах со связанными за спинами руками, глядят на жертву.
Недаром великие заправилы,
Как известно, создали эти наказания
Для тунеядцев и богохульников,
Предателей долга, сварливцев и лжецов,
Чьи действия, пороком ослепленные,
Делают поступки других подлыми и распутными.
Страппадо, или вздергивание на дыбу — форма наказания или пытки, при которой жертву привязывали, как правило, руками сзади, к веревке и сбрасывали с высоты почти до земли, после чего останавливали резким рывком. При этом руки у поднятого на дыбу человека выворачивались назад и часто выходили из суставов, так что осуждённый или пытаемый висел на вывернутых руках.
№ 11 — Повешение (фр. La pendaison)

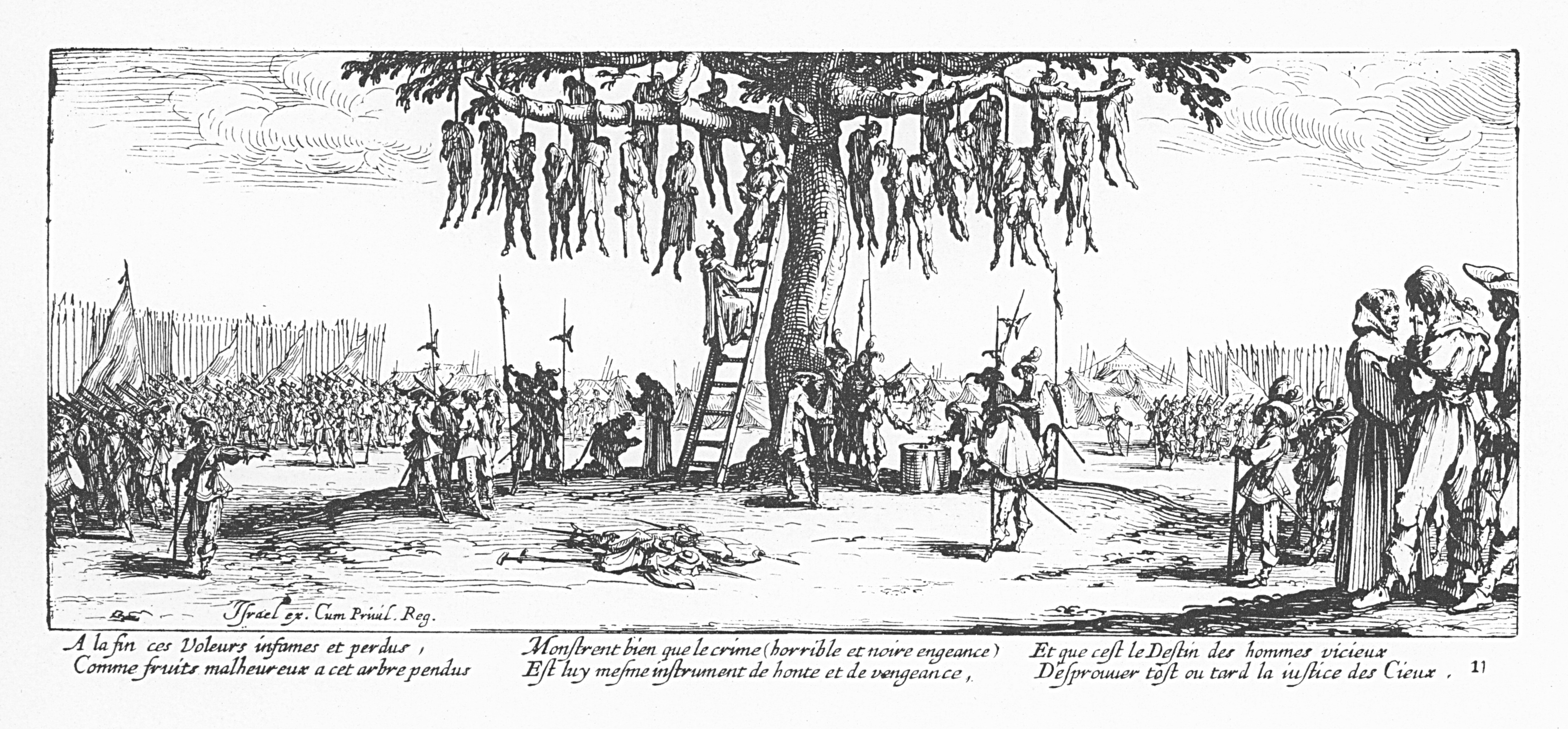

Старый дуб, у которого мы видим только ствол и нижние ветви, занимает середину эстампа. Большое число преступников уже подвешено на нем. За тем, кто стоит на лестнице в руках палача, последуют многие другие, ожидающие своей очереди. Двое из этих несчастных играют в кости на барабане у подножия того самого дуба, на котором они будут повешены.
В конце концов, эти воры, нечестивые и пропащие,
Вися на этом дереве словно жалкие плоды,
Показывают наглядно, что преступление (ужасное и чёрное семя)
Само по себе является инструментом позора и возмездия
И что это и есть судьба порочных людей -
Рано или поздно навлечь на себя правосудие Небес.
№ 12 — Расстрел из аркебузы (фр. L’arquebusade)

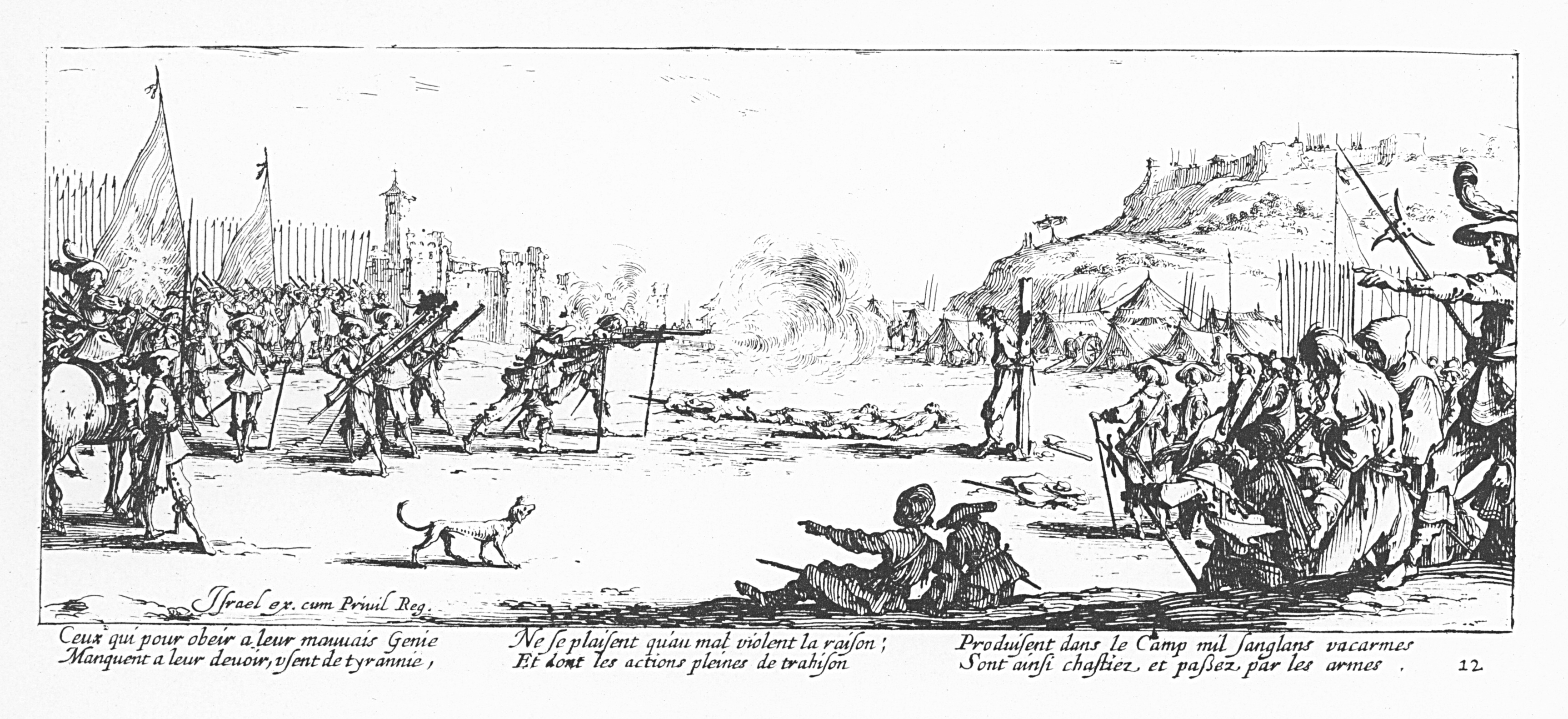

В приговоренного, привязанного к столбу справа на эстампе, стреляют солдаты, стоящие слева, в присутствии корпуса войск, выстроенных в боевой порядок с развернутыми знаменами. Двое солдат уже расстреляны. Четвертый появляется справа в сопровождении священнослужителя.
Тот, кто, повинуясь дурному духу,
Забывает о долге своем, всевластвует,
Наслаждается лишь злом, оскверняет благоразумие,
И чьи действия, полные предательства,
Порождают в казарме тысячу кровавых волнений,
Изгоняется оружием.
Аркебуза (не путать с понятием «аркебуз» — вид арбалета) — гладкоствольное фитильное дульнозарядное оружие, применяющееся в Европе с начала ⅩⅤ века. Более распространенное в русском языке название для подобного вида оружия — пища́ль (общее русское название ранних образцов средне- и длинноствольного огнестрельного оружия прицельной стрельбы).
№ 13 — Сожжение (фр. Le bûcher)

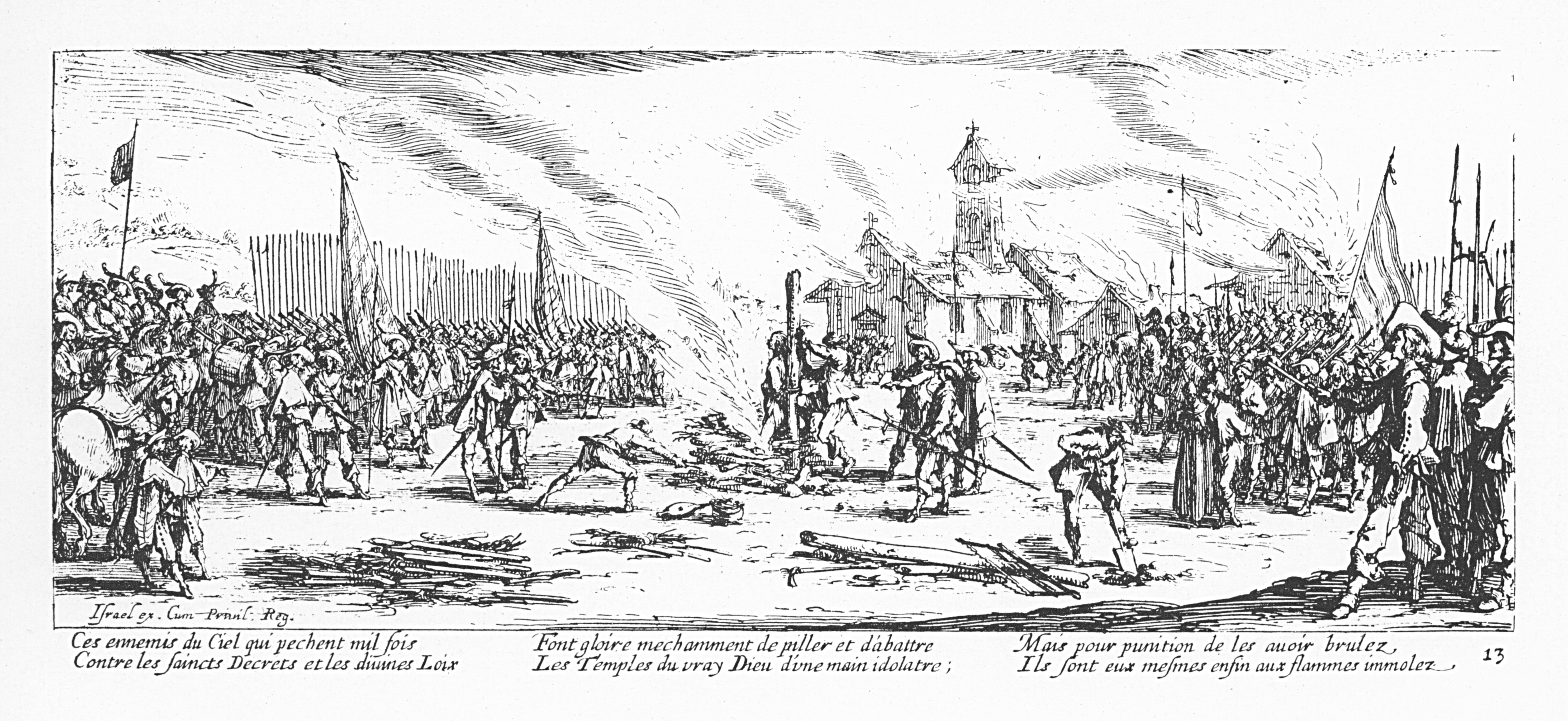

Сжигатели церквей и домов наказываются огнем. Один из них, привязанный к столбу в центре, задушен палачом. Еще один костер готовится на переднем плане эстампа. По бокам от места казни стоят два войска. На заднем плане художник изобразил церковь и два дома, объятые пламенем, как бы указывая на характер преступления, послужившего поводом для казни.
Эти враги Небес, тысячу раз погрешившие
Против святых постановлений и законов Божьих,
Гордятся тем, что грабят и разрушают
Идолопоклонческой рукой Храмы истинного Бога,
Но в наказание за то, что сожгли их,
Они сами в конце концов умерщвляются огнем.
№ 14 — Колесование (фр. La roue)

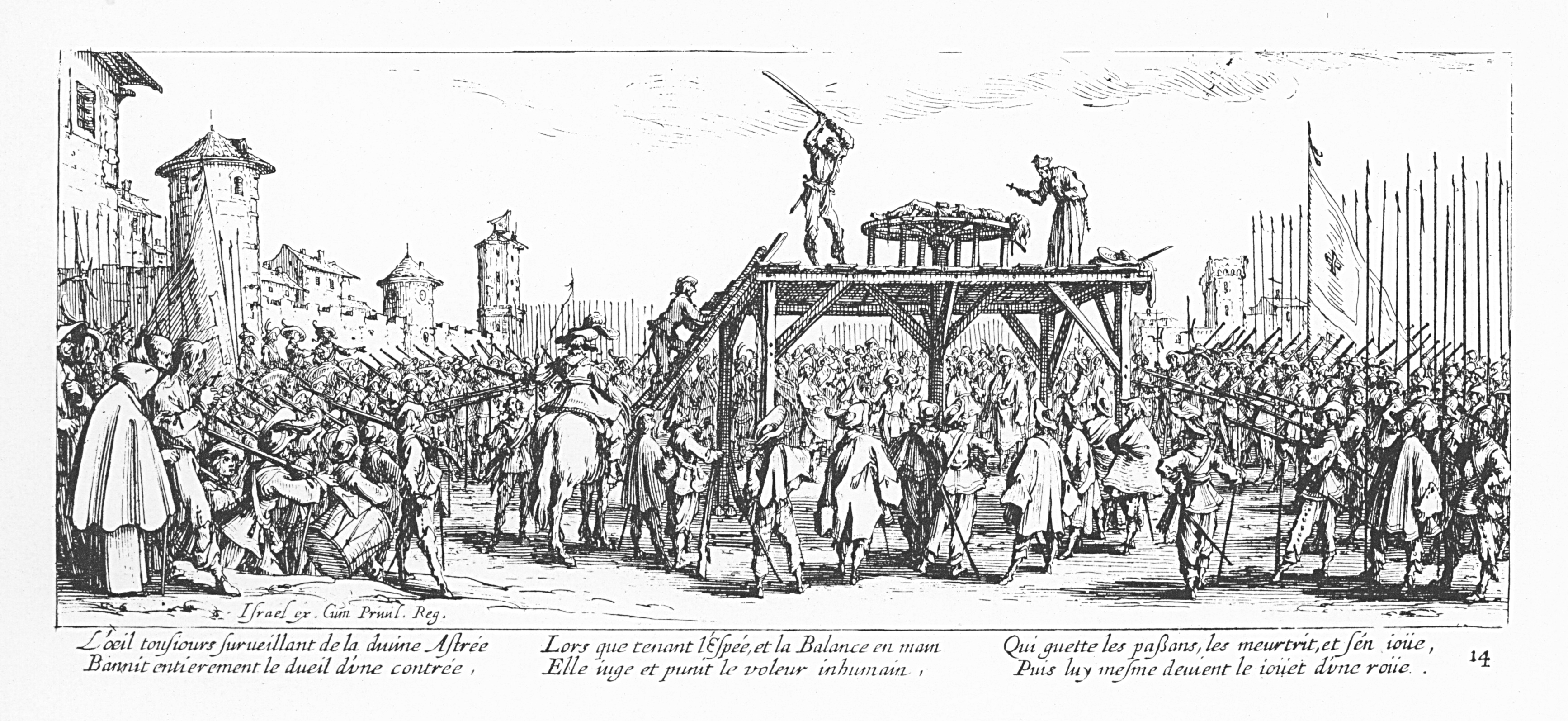

Орудие пытки, к которому привязан осужденный, которому помогает священник и которого уже бьет палач, установлено в центре площади, переполненной солдатами и народом. Другой осужденный, сопровождаемый священнослужителем, появляется на эстампе слева.
Всевидящее око божественной Астреи
Всецело изгоняет скорбь из страны
Когда, держа в руке Меч и Весы,
Она судит и наказывает бесчеловечного вора,
Что выслеживает прохожих и убивает их, словно играючи,
Потом и сам становится игрушкой на колесе.
№ 15 — Госпиталь (фр. L’hôpital)

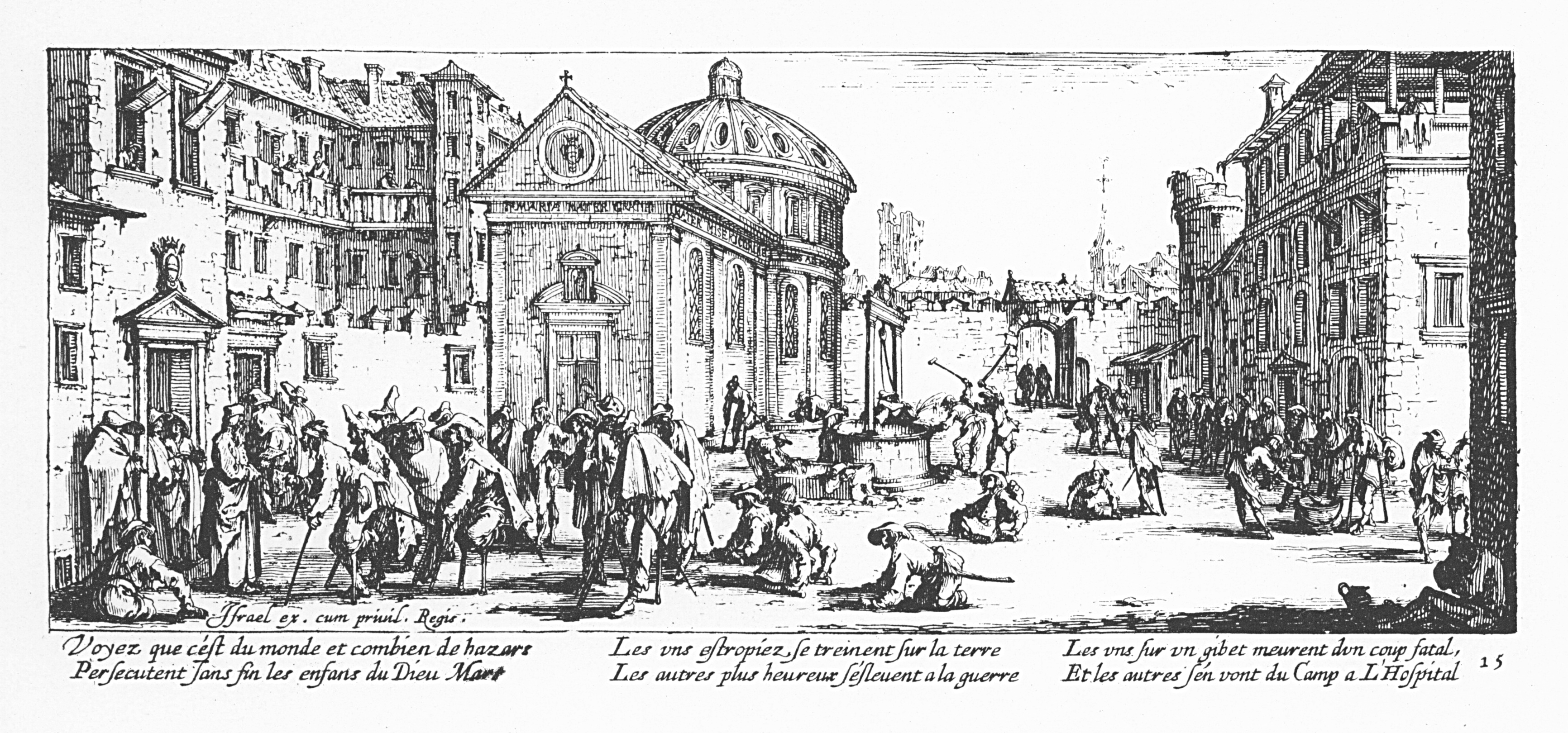

Выжившие на войне, но до безобразия искалеченные солдаты приходят в госпиталь.
Видишь, каков этот мир и сколько опасностей
Преследует без конца детей бога Марса
Одни, искалеченные, волочатся по земле,
Другие, посчастливей, поднимаются на войну
Одних в пытках убивает смертельный удар,
А другие меняют казарму на госпиталь.
№ 16 — Нищие и умирающие/Умирающие на обочине дороги (фр. Les mendiants et les mourants/Les mourants sur le bord des routes)

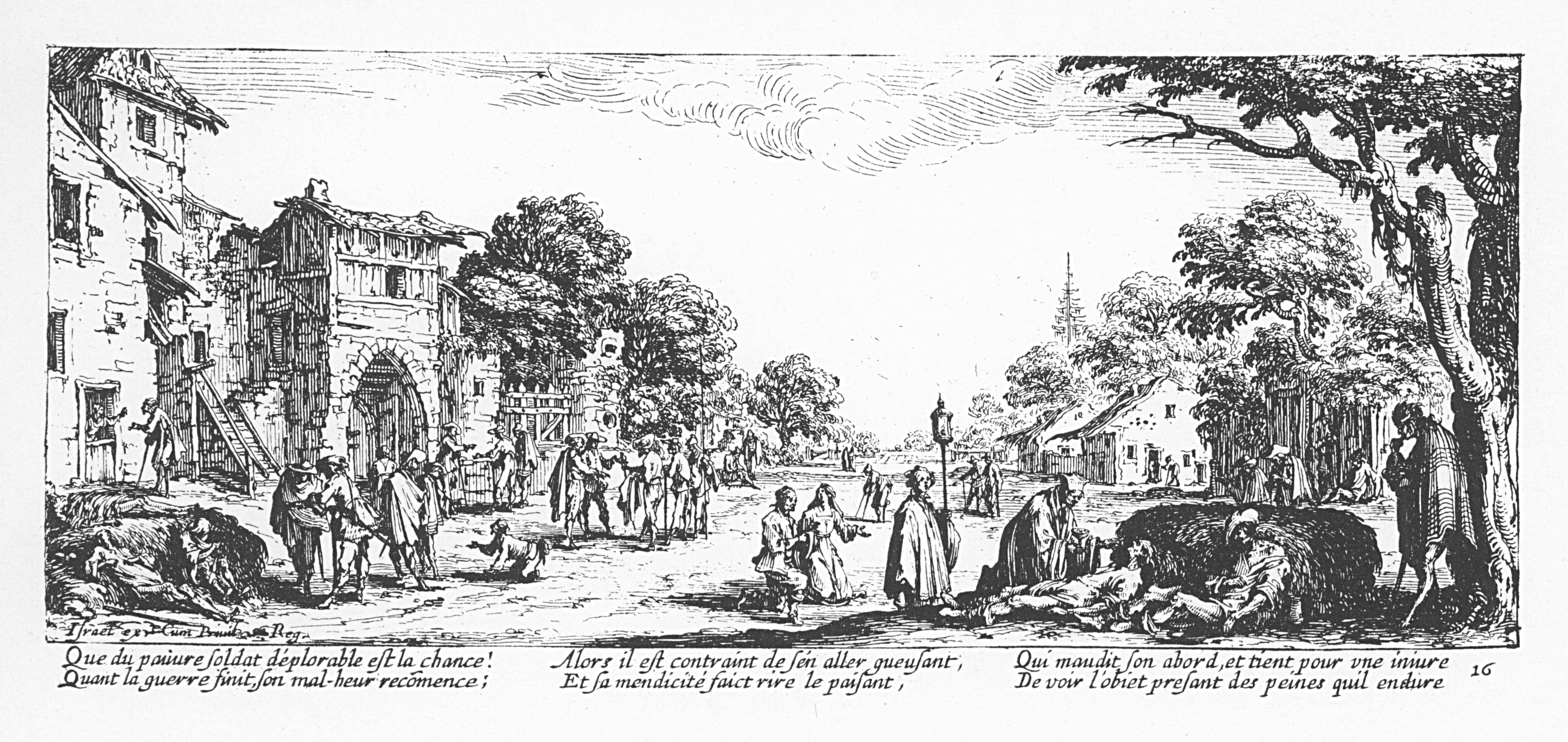

Посреди деревенской улицы вчерашние солдаты просят милостыню, справа священник и несколько милосердных людей помогают другим солдатам, в страданиях умирающим прямо на улице.
Как удачлив бедный, жалкий солдат!
Когда кончается война, его несчастье начинается снова;
И вот, он вынужден бродить, нищенствуя,
И его попрошайничество смешит крестьянина,
Что клянет его, как только тот приближается и считает несправедливым
Видеть все это перед своими глазами.
№ 17 — Возмездие крестьян (фр. La revanche des paysans)

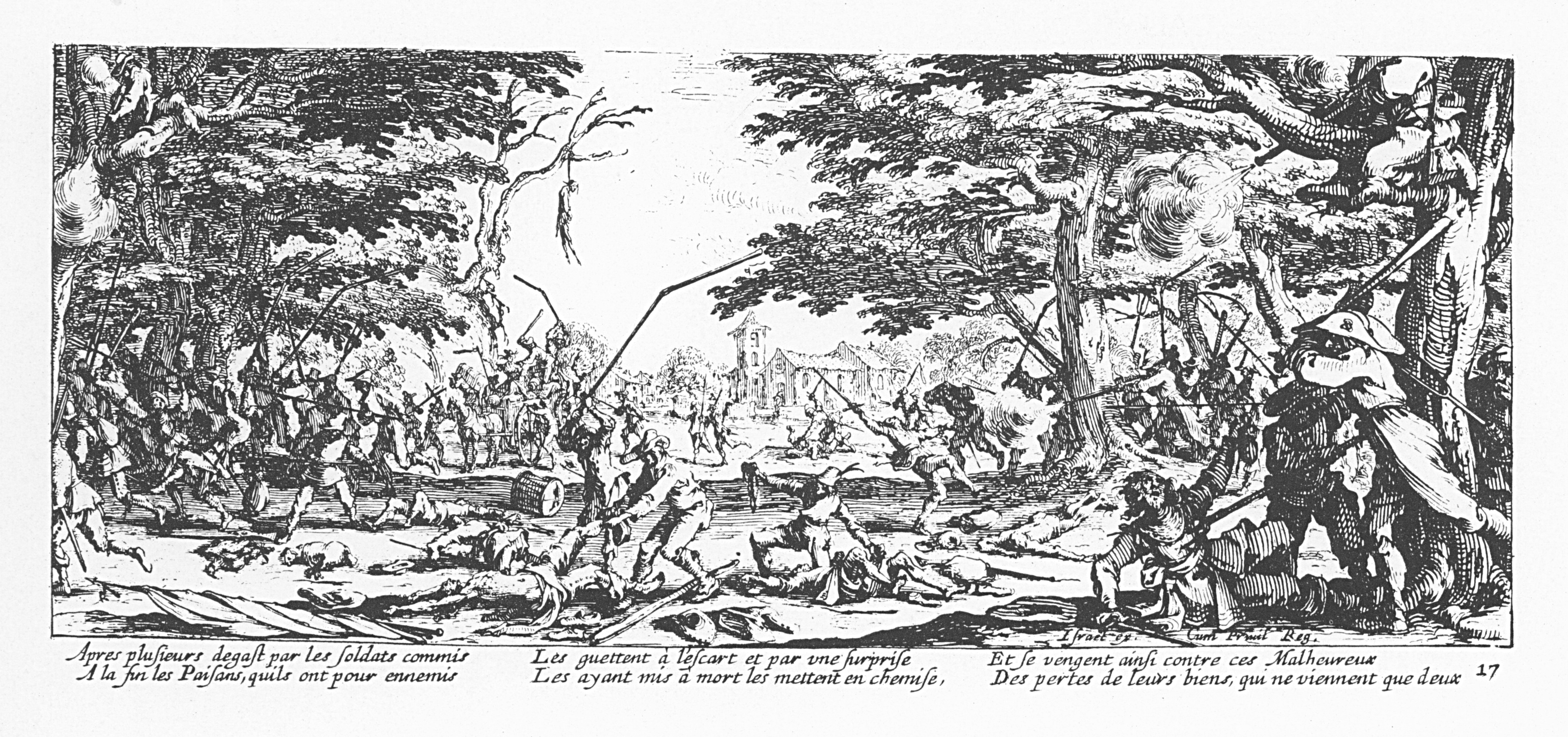

Солдаты, возвращающиеся с грабежа, встречены у входа в лес крестьянами, которые расправляются с ними, грабят их и мстят им за причиненное зло.
После того ущерба, что солдаты нанесли,
В конце концов крестьяне, кто отныне их враги,
Издалека за ними наблюдают и, застав врасплох,
Их смерти придают, в одной рубашке оставляя -
То месть за те несчастья
и потери всего того, чего уж не вернуть.
№ 18 — Вручение наград (фр. Distribution des récompenses)

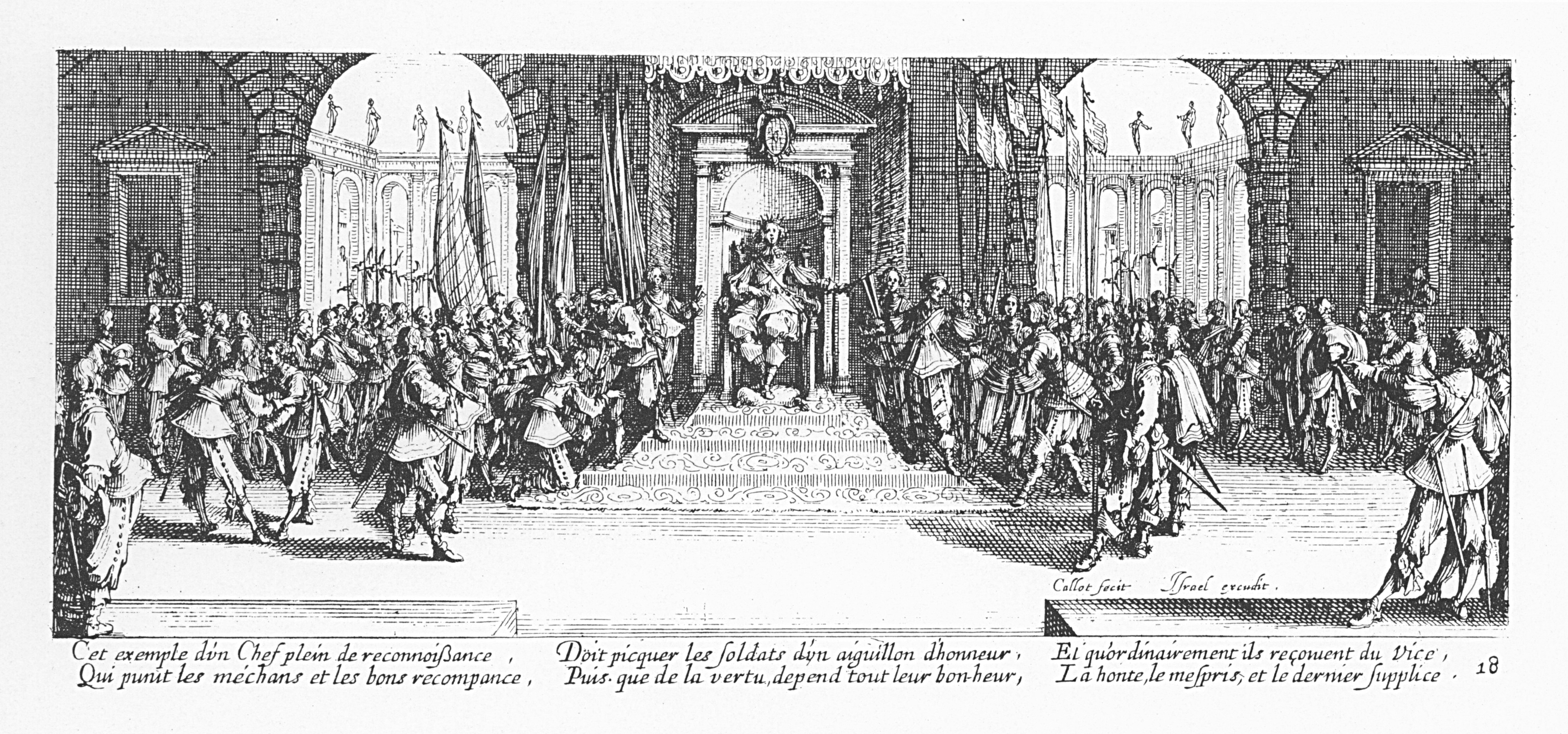

Восседающий на троне принц раздает награды отличившимся на войне.
Этот пример его Величества, исполненного признательности,
Который наказывает злых, а добрым воздает,
Должен уколоть солдат жалом чести,
Поскольку от добродетели зависит все их счастье,
И что обычно сулит им лишь
Позор, презрение и смертная казнь.